# Anidorus sanguinolentus
Anidorus sanguinolentus là một loài bọ cánh cứng trong họ Aderidae. Loài này được Kiesenwetter miêu tả khoa học năm 1861.